# Lorry-Mardigny
Lorry-Mardigny (Duits: Lorringen-Mardeningen) is een gemeente in het Franse departement Moselle (regio Grand Est) en telt 490 inwoners (1999). De plaats maakt deel uit van het arrondissement Metz.

## Geografie
De oppervlakte van Lorry-Mardigny bedraagt 11,2 km², de bevolkingsdichtheid is 43,8 inwoners per km².
De onderstaande kaart toont de ligging van Lorry-Mardigny met de belangrijkste infrastructuur en aangrenzende gemeenten.

## Demografie
Onderstaande figuur toont het verloop van het inwonertal (bron: INSEE-tellingen).